# الناحية المركزية (مقاطعة دشتستان)
الناحية المركزية لمقاطعة دشتستان (بالفارسية: بخش مرکزی شهرستان دشتستان) هي ناحية في مقاطعة دشتستان التابعة لمحافظة بوشهر في إيران. في تعداد عام 2006 كان عدد سكانها 124,291 نسمة في 27,199 عائلة. فيها مدينتان: برازجان ودالكي. وثلاث أقسام ريفية: قسم دالكي الريفي وقسم حومة دشتستان الريفي قسم زيارت الريف.